# Penten

Strukturformel för 1-penten

Strukturformel för cis-2-penten

Strukturformel för trans-2-penten

Penten betecknar kolväten med summaformeln C5H10 som innehåller en dubbelbindning och alltså är alkener. Isomererna 1-penten (eller pent-1-en) respektive 2-penten (eller pent-2-en) har dubbelbindningen på olika ställen i kolkedjan, men har alla en ogrenad kolkedja med fem kolatomer. 2-penten finns dels i cis-form och dels i trans-form.

## Grenade isomerer
Det finns tre grenade isomerer som också är alkener med samma summaformel: 2-metylbut-1-en, 3-metylbut-1-en (också kallad isopenten) och 2-metylbut-2-en.

## Förekomst och användning
Pentener finns i natur- och krackningsgas och är lågkokande, brandfarliga vätskor, olösliga i vatten. De används i organisk syntes samt för att höja oktantalet i bensin. 